# Shūzō Takiguchi
Shūzō Takiguchi (瀧口 修造, Takiguchi Shūzō, 7 décembre 1903 - 1er juillet 1979), est un artiste surréaliste japonais. Il est considéré comme le représentant le plus important du surréalisme au Japon.

## Biographie
Shūzō Takiguchi a étudié la littérature anglaise à l’Université Keiō, sous la direction de Junzaburō Nishiwaki, et commencé à publier des poèmes à partir de 1926. Il a pratiqué l’automatisme surréaliste de 1927 à 1931 et, en 1930, il a traduit Le surréalisme et la peinture d'André Breton après de nombreux échanges avec l'auteur. En 1935, il a publié un article sur le surréalisme au Japon dans les Cahiers d’Art. En 1937, avec Tiroux Yamanaka, il a organisé l’exposition internationale du Surréalisme à Tokyo, Kyoto, Osaka, Nagoya et Kanazawa en collaboration avec Paul Éluard, Georges Hugnet et Roger Penrose. En 1938, il a publié L’Art moderne, livre dans lequel il prend la défense de l’art d’avant-garde, et en 1940, il a écrit la première monographie consacrée au peintre Joan Miró. En 1941, il est arrêté et incarcéré six mois durant sans avoir été jugé.
Après la Seconde Guerre mondiale, ses écrits ont contribué à la promotion de l’avant-garde japonaise. De 1951 à 1957, il a joué un rôle de conseiller à la Galerie Takemiya à Tokyo, où il a organisé deux cents expositions de jeunes artistes, y compris les membres de l’Atelier Expérimental (Jikken Kōbō), Yayoi Kusama et On Kawara. En 1951, il crée le groupe des arts multimedia Jikken Kōbō. Ce groupe inclut des compositeurs tels que Tōru Takemitsu, Jōji Yuasa et Kazuo Fukushima, le pianiste Takahiro Sonoda, le photographe Shōzō Kitadai, le poète Kuniharu Akiyama etc. Les titres des quelques œuvres de Tōru Takemitsu sont cités par les poésies de Takiguchi, comme Distances des fées, Gémeaux etc.
En 1958, Takiguchi a été le commissaire de l'exposition japonaise à la Biennale de Venise. A la faveur de ce voyage en Europe, il a rencontré André Breton, Salvador Dalí, Henri Michaux et Antoni Tàpies. En 1960, il a expérimenté le dessin, la décalcomanie et le collage et a cessé d’écrire. En 1963, il a l’idée d’ouvrir une boutique d’objets. Il demande à Marcel Duchamp de lui trouver un nom : ce dernier propose Rrose Sélavy. Mais la boutique fera faillite très vite. En 1968, à la mort de Duchamp, il réalise un livre-objet To and from Rrose Sélavy, paroles de Marcel Duchamp.
On lui doit également un grand nombre d'œuvres poétiques et de textes théoriques pour l'instant non traduits. Ses œuvres complètes ont été publiées par l'éditeur Misuzu Shobō (en japonais).

## Œuvres
- Distances des fées (Yōsei no kyori, en collaboration avec Nobuya [Yoshifumi] Abe), 1937
- Album surréaliste (Arubamu Shururearisuto, catalogue d’exposition international du Surréalisme, Tokyo, Kyoto, Osaka, Nagoya et Kanazawa), 1937
- L’Art moderne (Kindai geijutsu), 1938
- Dalí, 1939
- Miró, 1940
- 16 portraits (16 no yokogao), 1955
- Essai sur les peintres fantastiques (Gensō gaka ron), 1959
- Point (Ten), 1963
- Expérimentations poétiques 1927-1937 (Shiteki jikken 1927-1937), 1967
- Pour le surréalisme (Shururearisumu no tame ni), 1968
- To and from Rrose Sélavy, paroles de Marcel Duchamp (Maruseru Dyushan goroku, en collaboration avec Marcel Duchamp, Jean Tinguely, Shūsaku Arakawa et al.)
- La Part muette des peintres (Gaka no chinmoku no bubun), 1969
- Proverbes à la main (Tezukuri kotowaza, en collaboration avec Joan Miró), 1970
- Rêves en un clin d’œil (Sunbyō mu), 1975
- Le regarde de la matière (Busshitsu no manazashi, en collaboration avec Antoni Tàpies), 1975